# Lauri af Heurlin
Lauri Olavi af Heurlin, född 26 februari 1913 i Helsingfors, död där 29 april 1977, var en finländsk nationalekonom. Han var sonson till Augusta af Heurlin. 
Efter studentexamen 1931 blev af Heurlin filosofie kandidat 1935, filosofie licentiat 1944 och filosofie doktor 1945. Han var professor i nationalekonomi vid Åbo universitet 1955–1959 och vid Helsingfors universitet 1959–1976. Han bedrev forskning kring ekonomisk-teoretiska och samhällspolitiska frågor; bland arbeten märks det även internationellt uppmärksammade verket The Economic Theory of Agricultural Production (1955). Han hörde till dem som tidigt varnade för att öka antalet småbruk i Finland genom så kallade kolonisationsåtgärder.